# Bérenger de Frédol il Giovane
Bérenger de Frédol, il Giovane (o Bérenguer) (... – Avignone ?, novembre 1323), è stato un cardinale e vescovo cattolico francese.

## Biografia
Nacque dalla nobile famiglia dei signori di Lavérune ed era nipote del cardinale Bérenger de Frédol il Vecchio, a sua volta nipote di papa Clemente V. Fu canonico e ciambellano del capitolo cattedrale di Béziers.
Nel 1309 fu eletto vescovo di Béziers e fu confermato il 29 maggio dello stesso anno.
Il 23 dicembre 1312 papa Clemente V lo creò cardinale del titolo dei Santi Nereo e Achilleo e secondo l'uso del tempo Bérenger de Frédol rinunciò alla sua diocesi.
Nel 1313 divenne Camerlengo del Sacro Collegio, carica che mantenne per un decennio.
Partecipò al conclave del 1314-1316, che elesse papa Giovanni XXII.
Il 22 agosto 1317 optò per l'ordine dei cardinali vescovi e per la sede suburbicaria di Porto e Santa Rufina. Nel 1323, alla morte dello zio, divenne decano del Collegio cardinalizio.

## Successione apostolica
La successione apostolica è:
- Arcivescovo Aicardo Antimiani, O.F.M. (1317)
- Vescovo Geoffroy Pouvreau, O.S.B. (1317)
- Vescovo Raymond de Roquecorne, O.S.B. (1318)
- Vescovo Pierre Roger, O.S.B. (1318)
- Vescovo Barthélémy (1318)
- Vescovo Raymond Bot (1319)
- Arcivescovo Riccardo (1319)
- Vescovo Berenguer Batle (1320)
- Vescovo Pietro Ferri (1320)
- Cardinale Bertrand de La Tour, O.F.M. (1320)
- Vescovo Giordano di Miramonti, O.P. (1321)
- Vescovo Heinrich von Porwalle, O.P. (1321)
- Vescovo Pierre de Moussy (1321)
- Vescovo Guido de Terrena, O. Carm. (1321)
- Arcivescovo Arnaud Royard, O.F.M. (1321)
- Arcivescovo Pietro, O.E.S.A. (1321)
- Vescovo Paul (1322)
- Vescovo Jakob (1322)
- Vescovo Rudolf (1322)
- Vescovo Maurice (1322)
- Vescovo Nicola, O.E.S.A. (1323)